# Prunus herthae
Prunus herthae är en rosväxtart som beskrevs av Friedrich Ludwig Diels. Prunus herthae ingår i släktet prunusar, och familjen rosväxter. IUCN kategoriserar arten globalt som otillräckligt studerad. Inga underarter finns listade i Catalogue of Life.